# Violoneux
Ne doit pas être confondu avec Violoniste.

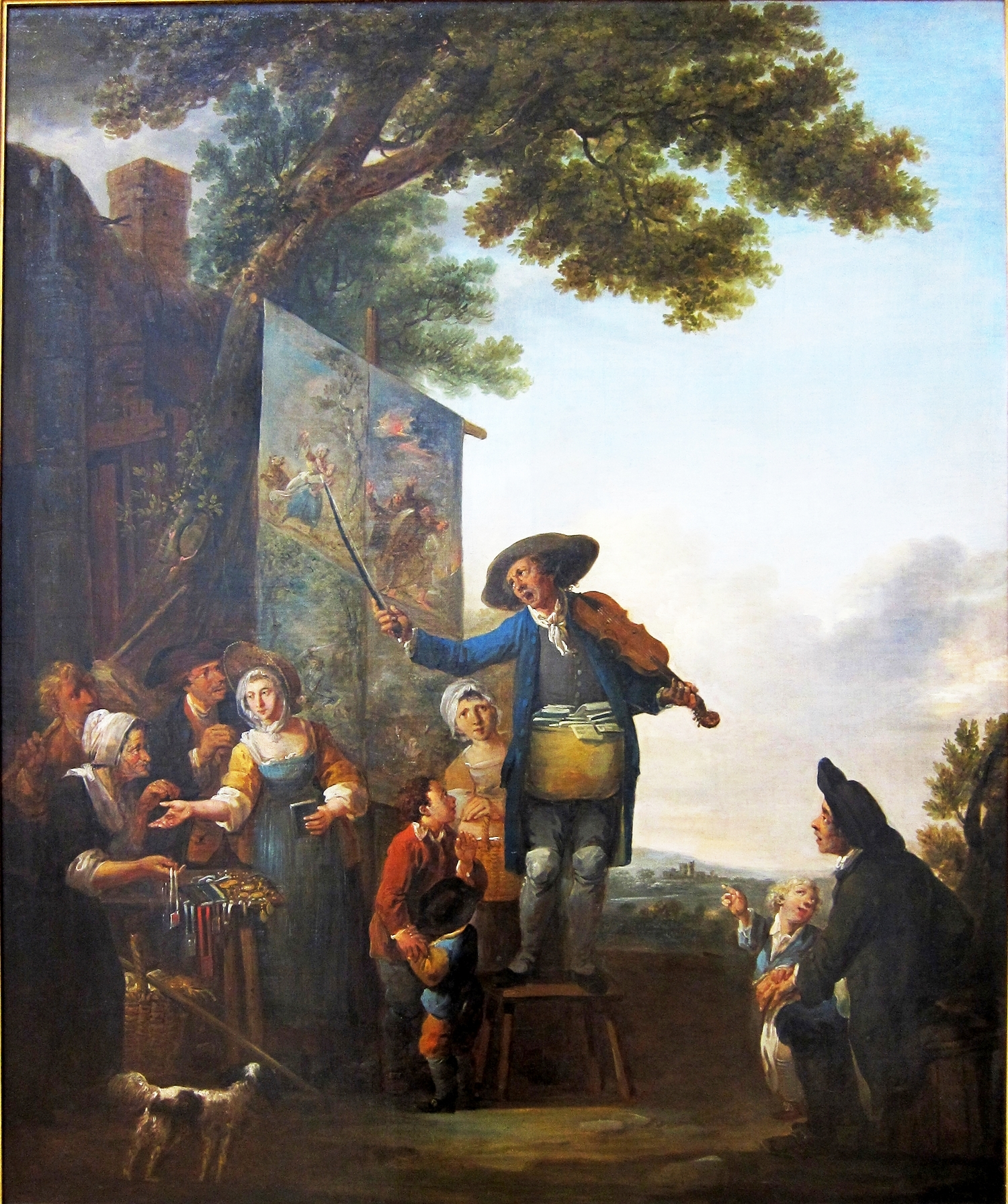
Le violoneux de Louis-Joseph Watteau (1785)

Un violoneux est un violoniste jouant de la musique populaire, de la musique traditionnelle ou folklorique.
Souvent, un violoneux ne possède pas de formation classique en musique, mais a appris auprès d'autres violoneux. Il n’en demeure pas moins qu’entre le violoneux et le violoniste il y a différence dans le mode d’apprentissage, dans la façon dont il fait corps avec l’instrument, ainsi que dans le répertoire, dans l’esthétique et dans la technique,.

## Différences entre violoneux et violoniste
La principale différence entre violoneux et violoniste réside dans l'apprentissage et la manière d'aborder l'interprétation de la musique. Un violoneux est traditionnellement plus ou moins autodidacte, il collectionne les astuces et les airs de musique qu'il reproduit à l'oreille ou qu'il apprend d'autres violoneux. Le violoniste à l'inverse, apprend la musique dans le cadre d'un conservatoire et met son talent au service de l'interprétation d'une ou plusieurs œuvres.
L'exercice de son art par un violoniste suppose d'abord que le musicien adopte une position correcte pour tenir l'instrument. Les violoneux utilisent souvent des positions personnelles qui dépendent de l'instrument qu'ils utilisent et parfois de la tradition musicale dans laquelle ils s'inscrivent.

## Dans la langue

### En français
L'une des utilisations les plus anciennes[réf. nécessaire] du terme « violoneux » figure dans « L'Héritier de village » de Marivaux qui fut représentée pour la première fois en 1725.

« Faites itou avartir les violoneux, car je veux de la joie. »

— Marivaux, L’Héritier de village, Scène V.
Il a coexisté depuis avec plusieurs synonymes :
- violonaire

« Le violonaire qui menait tout ce monde, affolé par le vent, jouait à la diable ; ses airs arrivaient aux oreilles par bouffées, et, dans le bruit des bourrasques, semblaient une petite musique drôle plus grêle que les cris d’une mouette. »

— Pierre Loti, Pêcheurs d'Islande, Calmann-Lévy, s.d. ca. 1886, page 271.
- violoneur

« Quand tu auras envie d'en connaître plus long, tu iras dans les grandes villes, où les violoneurs t'apprendront le menuet et la contredanse »

— George Sand, Les Maitres Sonneurs,.
- violonier qui finit par désigner surtout, à partir du début du XXe siècle, les facteurs de violons.

« Il doit en être de même des mots pianier, violonier, flûtier, etc., qui ne sont pas moins utiles. N'est-il pas ridicule, par exemple, d'appeler luthier celui qui de sa vie n'a fabriqué et ne fabriquera un seul luth ? »

— Juste-Adrien-Lenoir de La Fage
.
- violoniste qui s'impose au début du XIXe siècle.

« Les mots pianiste, violoniste, flûtiste, etc., introduits pour la première fois dans le Dictionnaire des musiciens de Fayolle (1809) étaient à peine connus il y a vingt ans; ils sont aujourd'hui d'un usage général et l'Académie a été obligée de les admettre. »

— Juste-Adrien-Lenoir de La Fage
.
- Et le plus ancien, ménestrier :

« Violoneur ou Violoneux. n. m. Mauvais joueur de violon : ménétrier de campagne. »

— Dictionnaire Larousse 1922 , 

### En anglais
L'anglais possède de la même manière deux mots « violonist » (violoniste) et « fiddler » (violoneux) pour désigner les deux catégories de musiciens. Mais violoneux et violonistes utilisent eux-mêmes les mots « violin » (violon) et « fiddle » (crincrin) de manière interchangeable.

« I had a good violin somebody gave me quite a while ago, and somebody took it from me. It was in my pickup truck, and somebody took it. I not see it, but my fiddle went somewhere, anyway
J'avais un bon violon que quelqu'un m'avait donné il y avait déjà longtemps, et quelqu'un me l'a pris. Il était dans ma camionnette, et quelqu'un l'a pris. Je n'ai pas vu quand ça s'est passé, mais mon crin-crin est parti quelque part, de toute manière. »

— Simon St. Pierre
.
Le mot « fiddle » et le mot "violon" ont la même origine. « fiddle » est attesté sous la forme « fidula », en Vieux haut-allemand, « fiðele » en Vieil anglais, « fiðla » en Islandais, et « vidula », « fides » ou « fidicula » en Latin médiéval.

## Au Canada

### Québec
Le violoneux joue de la musique traditionnelle ou coutumière, notamment au Québec et au Nouveau-Brunswick.
Au Québec, les violoneux ont longtemps occupé une grande place dans les diverses célébrations des villages, jouant des reels, des gigues et des valses. Au cœur de la culture musicale métisse, à la fois passée et présente, existe une tradition liée au violon et à la danse qui se veut le reflet des racines écossaise, française et autochtone, ainsi que d’autres influences. Le premier compte rendu connu de la présence de violons au Canada se retrouve dans les Relations des Jésuites en 1645 : lors d'un mariage célébré le 27 novembre à Québec, « pour la première fois, on y retrouve deux violons » et à Noël de la même année « Martin Boutet a joué du violon ». Jusque vers 1960, la musique de violoneux constitue le principal genre de musique de danse dans les campagnes canadiennes.
Parmi les violoneux historiques qui enregistrent dans les années 1920 et 1930, notons Roy, Romueld Gagnier, J. Alex Donato, Antonio Gauthier, José Zaffiro, Arthur-Joseph Boulay, Isidore Soucy, Wellie Ringuette, Fortunat Melouin, Joseph Ovila Albert LaMadeleine, Joseph Allard, Joseph Larocque, Albert LaMadeleine, Leon Robert Goulet, Jean Carignan (avec George Wade and His Cornhuskers), Percy Scott, Dennis O'Hara, Tezraf Latour, John Lajoie, La famille Lajoie, Joe Bouchard, Sylvio Gaudreau et Bernard Morin. Plus tard, on retrouve Ti-Jean Carignan, Ti-Blanc Richard, Monsieur Pointu, Isidore Soucy et Louis « Pitou » Boudreault. Le compositeur et pianiste André Gagnon a mis en duo Ti-Jean Carignan avec le violoniste classique Mauricio Fuks sur la pièce Petit concerto pour Carignan et orchestre tirée de son album Neige de 1975,,.

## Aux États-Unis
Le violon rural a été essentiel dans la popularisation du style jazz-rock, dès les années 1920, principalement aux États-Unis. On assiste à l'apparition de deux courants, avec deux types de violons :
- Le violon rural (inspiration blues),
- Le violon rural (inspiration country).

### Californie
- Fiddletown est un village de Californie qui fut fondé en 1849 par des immigrants du Missouri à l'époque de la Ruée vers l'or, et qui est inscrit au Registre national des lieux historiques. Plusieurs explications plus ou moins légendaires prétendent expliquer son nom qui proviendrait selon certains d'un groupe de violoneux qui s'y étaient installés, selon d'autres d'un violoneux qui y jouait tout le temps, et selon d'autres du tarissement saisonnier de la rivière « Dry Creek » qui contraignait les habitants de la ville, dont la rue principale, à l'époque de son apogée compta 26 saloons et qui hébergeait alors la plus grande communauté chinoise après celle de San Francisco, à « bricoler » (en anglais « fiddle around »). Fiddletown accueille chaque année l'un des rassemblements de violoneux les plus importants de Californie qui a fêté en 2011, sa 60e édition[15],[16].

### Texas
- L'art des violoneux du Texas est une tradition respectée au-delà des frontières de cet État car elle domine aujourd'hui les concours de violon, dans les festivals de musique traditionnelle, partout aux États-Unis. L'existence d'une tradition spécifique au violon et au Texas s'explique par l'histoire du peuplement de celui-ci. Le violon y fut importé par les immigrants qui provenaient des iles Britanniques, et le répertoire de la musique traditionnelle contemporaine, composé en grande partie de reels, de gigues et de hornpipes, en porte toujours la marque. Mais le violon y fut aussi adopté par les immigrants francophones (créoles ou européens), les Mexicains (créoles ou Amérindiens), les Afro-américains, et les immigrants d'origine allemande ou tchèque. Les musiciens de chacun de ces groupes jouaient fréquemment les uns avec les autres, de la musique à danser, à l'occasion des fêtes nationales et religieuses, et finirent par échanger ainsi des pans de leur héritage musical[17].
- La formation musicale typique du Texas, et d'ailleurs du Sud des États-Unis, à la fin du XIXe siècle et au début du XXe siècle, était un orchestre à cordes dans lequel un ou deux violoneux fournissaient la ligne mélodique, tandis qu'un guitariste et un banjoïste se consacraient à l'accompagnement. Les fermes constituaient le principal théâtre de la musique populaire, à cette époque, sous la forme de bals domestiques que les propriétaires tenaient dans deux pièces de leur maison (l'orchestre s'installait dans l'embrasure de la porte de communication entre celles-ci) et auxquels ils invitaient le voisinage[17].

## En France

### Bretagne
L’âge d’or de la pratique sociale du violon en Bretagne, par des musiciens dont il n'est pas l'unique métier, se situe dans la seconde moitié du XIXe siècle et au début du XXe siècle. Les chercheurs ont recensé plus de 400 violoneux en activité en entre 1880 et 1914. Le violon est alors, dans la plupart des pays de Haute-Bretagne, l’instrument dominant, voire le seul utilisé, dans le cadre domestique et populaire.
L’accordéon diatonique apparait dans les campagnes bretonnes dès 1880, et à partir de 1900 remplace presque partout le violon. Les violoneux se maintiennent dans certains pays jusqu'au début des années 1930 et survivent ans quelques petites régions (pays de Retz, Vignoble nantais en Loire-Atlantique, pays de Broons et Jugon en Côtes-d'Armor) jusqu'à la fin des années 1940.

Pendant les années 1970, les enquêteurs des Ministères de la Culture et de la Recherche, les collecteurs associatifs ou privés parviennent à enregistrer une trentaine de violoneux dont certains exécutent encore dans un cercle restreint leur répertoire. Dans le cadre du mouvement de renouveau de la culture bretonne des années 1980, quelques jeunes musiciens s'efforcent de préserver les pratiques apprises des anciens, mais sont beaucoup moins nombreux que les violonistes des groupes qui animent les Fest-noz modernes. 
Ils sont relayés, dès le début des années 1990, par une nouvelle génération de violoneux, qui n'ont jamais rencontré les anciens sonneurs, et dont la formation s'appuie sur les archives sonores accessibles au public qui ont été réunies par Dastum et sur le travail pédagogique développé au sein de rares associations dont la plus connue est La Bouèze, qui revivifient la tradition.

### Dans le Massif central
Il existe une très vive tradition de violon dans le Massif central, tout particulièrement dans les départements du Cantal, de la Corrèze et du Puy-de-Dôme.